# Palazzo di Carondelet
Il Palazzo di Carondelet (in spagnolo: Palacio de Carondelet) è la sede del governo e la residenza ufficiale del Presidente della Repubblica dell'Ecuador. Si trova nel centro storico di Quito in Plaza de la Independencia. Durante il colonialismo spagnolo era conosciuto come Palazzo Reale di Quito, in quanto era la sede del governatore della Audiencia Reale di Quito.
La tradizione vuole che sarebbe stato il Liberatore delle Americhe Simón Bolívar a chiamarlo Palacio de Carondelet, stupito dal gusto avuto da Francisco Luis Hector Baron de Carondelet, che ordinò la costruzione della sua facciata quando era governatore dell'Audiencia, tra la fine del XVIII secolo e l'inizio del XIX. L'architetto incaricato della costruzione fu lo spagnolo Antonio García.
Con la presidenza di Rafael Correa, al potere dal 2007 al 2017, il palazzo è divenuto Patrimonio culturale ecuadoriano e trasformato in un museo aperto al pubblico.